# Borgarfjörður

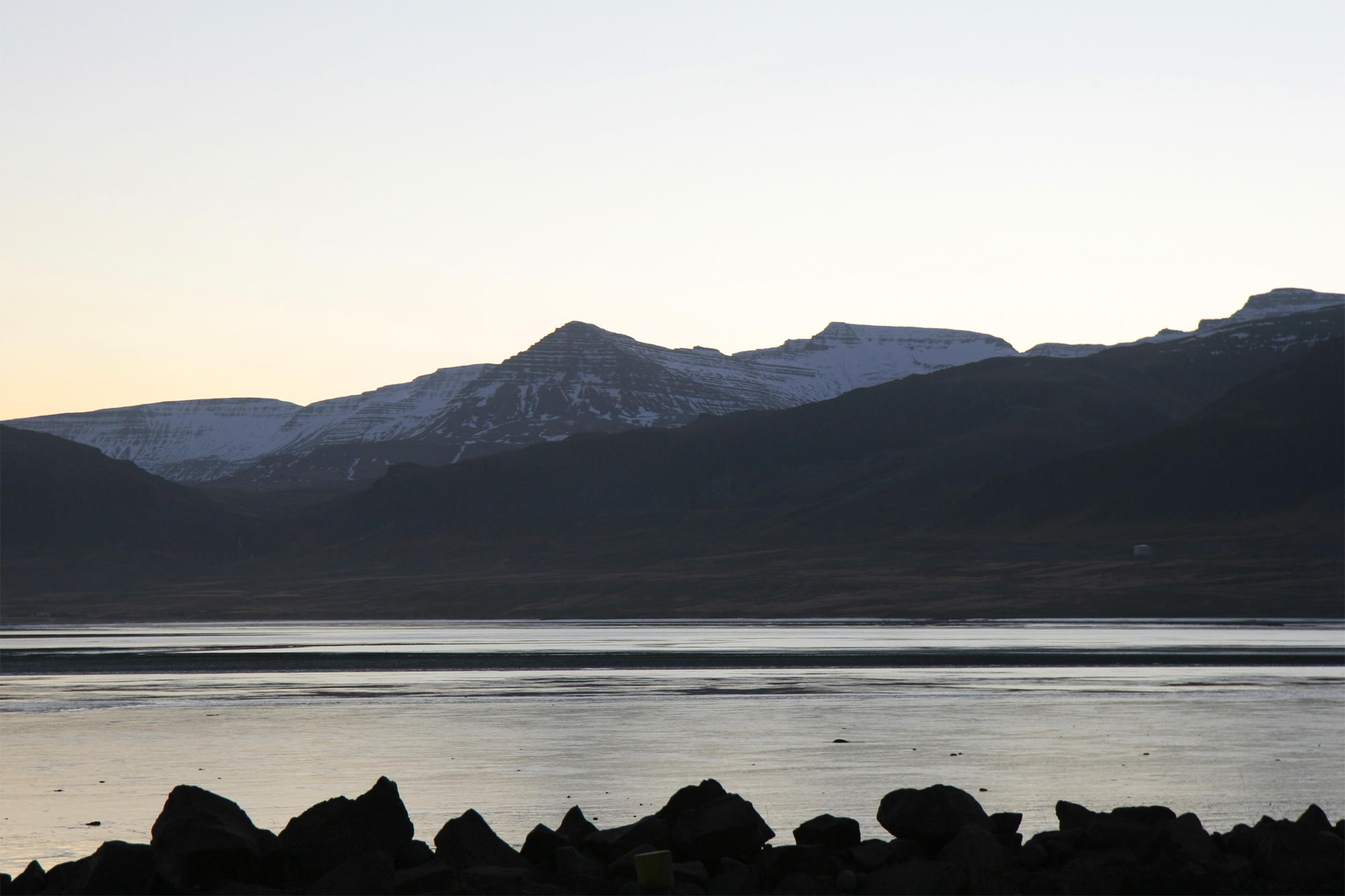
A fjord látképe Borgarnes felől

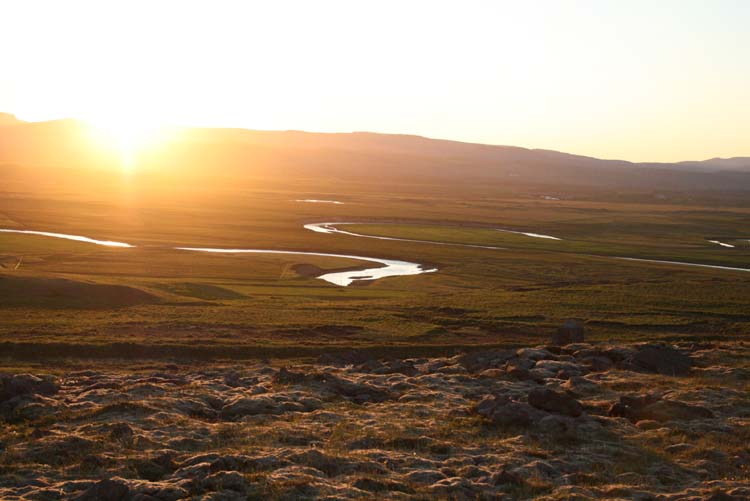
A fjord képe Stóri-Kroppur felől

Borgarfjörður fjord Nyugat-Izland egyik fjordja, Borgarnes közelében a Westfjords félszigeten. Bár a Borgarfjörður fjord vizei hajózás szempontjából nyugodt, csendes vizeknek tűnnek, ugyanakkor figyelni kell az alattomos tengeráramlások miatt. A fjordban három kicsi és sík sziget található, melyek lakatlanok. 
A Borgarfjörður mellett húzódik a Hringvegur, amely az izlandi 1-es főút, melynek hídja Borgarfjarðarbrú-híd, amely fél kilométer hosszan ível át a fjord fölött. 
A fjord körüli vidékek már azóta lakottak, mióta az első emberek megtelepültek a szigeten. Az izlandi sagák eseményei közül, melyek Egill Skallagrímsson tollából íródtak, számos itt játszódik. 
A fjord nevének eredete a közeli Borg farmról ered, amelyet a saga-hős Egill Skallagrímsson apja alapított.

## Fordítás
Ez a szócikk részben vagy egészben  a   Borgarfjörður című angol Wikipédia-szócikk ezen változatának fordításán alapul.  Az eredeti cikk szerkesztőit annak laptörténete sorolja fel. Ez a jelzés csupán a megfogalmazás eredetét és a szerzői jogokat jelzi, nem szolgál a cikkben szereplő információk forrásmegjelöléseként.